# Annie Ros
Johanna Hendrika "Annie" Ros (Utrecht, 5 maart 1926 - 2013) was een Nederlandse turnster. 

## Biografie
Ros heeft twee keer deelgenomen aan de Olympische Spelen; in 1948 in Londen waar ze met haar damesteam vijfde werd en in 1952 in Helsinki waar het damesteam de zesde plaats behaalde. Zij begon haar gymnastiek loopbaan bij gymnastiekvereniging Kracht en Vlugheid in Utrecht. Haar favoriete toestel was de evenwichtsbalk. Na de wedstrijdsport heeft ze zich ingezet voor het beter bewegen van huisvrouwen en tot op hoge leeftijd gymnastiekles gegeven aan deze doelgroep. Opmerkelijk was dat al haar oefeningen gemaakt waren op muziek.